# تشوي تاي مين
تشوي تاي مين (بالكورية: 최태민)‏‏ (25 أغسطس 1912 في ساريوون - 19 يوليو 1994 ) ضابط شرطة، وراهب بوذي، وزعيم طائفة، وشخصية أعمال من كوريا الجنوبية.